# 一龍戦争
| 橋本龍太郎 |  | 小沢一郎 |
| 橋本龍太郎 |  | 小沢一郎 |

一龍戦争（いちりゅうせんそう）とは、自民党内の竹下派七奉行の頃から自民党分裂、自社さ連立時代にかけ、橋本龍太郎と小沢一郎との間で繰り広げられた抗争である。元々橋本の父・橋本龍伍、小沢の父・小沢佐重喜が吉田内閣で吉田茂元首相の側近であった過去から、一説には親の代からの因縁ともいわれている。

## 竹下派の結成
1985年2月7日、竹下登が田中派の派内勉強会「創政会」を立ち上げる。竹下らの造反に憤った田中角栄は過度の飲酒がたたり、同年2月27日に脳梗塞で倒れる。言語能力を失った田中は娘眞紀子の支配下に置かれ、眞紀子は竹下系議員を門前払いにした。後に田中家は小沢だけ門前払いを解いたのに対し、橋本は最後まで許さなかった。
1988年、リクルート事件の発覚で翌年に竹下首相が退陣。後継首相に宇野宗佑外相が決定すると、宇野の下で橋本を幹事長に就任させ参院選を乗り切ろうとしたが、選挙結果は惨敗。開票時に橋本が「チクショー」と呟くシーンが話題となった。しかし不人気の宇野に代わり全国を遊説して回った橋本の人気は高く、ポスト宇野と囁かれたが、橋本の女性スキャンダルなどの理由で竹下派内に反対論が噴出し橋本擁立は流れる。
結局、後継首相には河本派の海部俊樹が決まり、小沢は七奉行最年少ながら竹下派会長の金丸信の強い後押しで幹事長に大抜擢、橋本は大蔵大臣に就任した。この頃から「一龍戦争」が取り沙汰されるようになる。派内では橋本は竹下に、小沢は金丸に近かったことから、竹下、金丸の代理戦争という側面もあった。

## 竹下派支配から経世会の分裂
1991年の東京都知事選挙で党本部の公認候補（公明党、民社党相乗り）が党都連の推す現職鈴木俊一知事に敗れ小沢は幹事長を辞任し、竹下派ナンバーツーの会長代行に就任。また橋本も証券、金融不祥事と富士銀行の不正融資事件に元秘書が関わっていた責任を取って大蔵大臣を引責辞任した。
同年10月には海部首相が退陣表明。後継首相を決める総裁選では渡邉美智雄、三塚博、宮澤喜一の3派閥領袖を竹下派事務所に呼びつけ、小沢による口頭試問を行い、竹下派は宮澤推薦を決定。宮澤首相を誕生させる。
1992年6月、PKO関連法案国会通過の後に東京佐川急便事件が発覚。竹下派会長だった金丸副総裁は10月21日に議員辞職に追い込まれ、竹下派会長の跡目を巡って橋本と小沢の抗争が激化する。橋本は、同期の小渕恵三元幹事長を、小沢はこれまた同期の羽田孜蔵相をそれぞれ領袖候補に推して争ったが、後継は小渕に決まった。小沢は羽田ら44人を率いて経世会から脱会し改革フォーラム21を結成、竹下派は分裂する。その後、内閣改造で宮澤首相は小渕派厚遇、羽田派冷遇の人事を行い、翌年の不信任造反に繋がる。

## 自民党政権の崩壊・連立時代へ
1993年6月宮澤内閣不信任決議案が提出される。当初は与党の反対多数、否決の公算であったが、小沢の羽田派が不信任案に同調し可決され、宮澤首相は衆議院解散を行う（詳細は嘘つき解散を参照）。羽田派は離党し新生党を結成、小沢は党代表幹事（幹事長）に就任。7月の衆院選で新生は躍進、自民は過半数割れ（公示前勢力は保ったものの、新党結党で離党者が相次いだため公示前から過半数割れ）となった。
宮澤首相が退陣表明し、後継総裁選で河野洋平官房長官が新総裁に選出されると、橋本が党政務調査会長に就任。この時に橋本政調会長が『下野の中で政調会長就任の何がめでたいものか』と発言。8月、非自民・非共産連立政権による細川内閣の発足で小沢代表幹事が連立与党の責任者となる。
1994年4月細川首相が辞任し、羽田外相が後継首相になる。連立与党内で小沢に対する不満が高まり日本社会党や新党さきがけが連立与党から離脱、過半数割れの少数与党となる。そのまま羽田内閣が発足するも、同年6月に自民党の羽田内閣不信任決議案提出を前に内閣総辞職を表明する。
この時に橋本政調会長ら執行部が連立から離脱した日本社会党に水面下で接触し自社さ連立で合意、同月29日の首班指名選挙で自社さ3党が推す村山富市社会党委員長が、自民党を離党した海部元首相を破り首班指名を受ける。村山内閣の発足で橋本政調会長が通産大臣に就任。12月新進党結成で小沢前新生党代表幹事が海部党首の下で党常任幹事会幹事長に就任。

## 与野党党首として一龍対決の本格化
1995年阪神・淡路大震災や地下鉄サリン事件で対応にもたついた村山内閣の与党が統一地方選挙・参議院選挙で敗北すると、9月の自民党総裁選で橋本通産大臣が新総裁に選出され、12月新進党党首選で小沢幹事長が新党首にそれぞれ選出された。
1996年1月村山首相が退陣すると、首班指名で橋本総裁（衆288、参158）が、小沢党首（衆168、参69）を押さえて首相に選出され、橋本内閣が発足。3月、与野党大激突となった住専処理法案を巡って新進党はピケ戦術を張るなど抵抗する。最終的に橋本－小沢両党首を中心とする「一龍会談」を行い事態打開を協議、翌4月住専法案が成立する。
また、小沢が金融特別委員会にて加藤紘一自民幹事長のヤミ献金問題による証人喚問を要求すると、与党は創価学会池田大作名誉会長の証人喚問を要求するなど半ば泥仕合の様相を見せ、結局加藤幹事長ならび創価学会秋谷栄之助会長（宗教法人特別委員会）の参考人招致で合意した。10月衆院選で新進党小沢党首は一気に政権奪取に動くが、自民党橋本総裁（首相）は、『新進党は、創価学会に支配されている』や『新進党＝創価学会』など新進党や創価学会のネガティブ・キャンペーンをはり、結果は自民党は善戦し政権維持、新進党は現有議席割れの敗北であった。

## 一龍戦争の終焉
1997年3月橋本首相と小沢党首が2度目の「一龍会談」を行う。橋本首相・加藤幹事長は前年の衆院選以降新進党からの議員引き抜き工作を行い、9月に北村直人議員の復党で衆院過半数を回復。小沢党首は折からの離党者続出で解党危機を迎える中、都議選が行われ、新進党は惨敗し、友党関係にある公明から新進党合流を白紙撤回される。結局同年末に新進党は解党し、小沢は野党第1党党首の座から退く。
1998年1月、小沢は自由党を結成し党首に就任。一方の橋本首相は、例年の所信表明演説ではなく緊急の経済演説を行う。前年に銀行や企業の倒産が相次ぎ、バブル以来の未曾有の経済不況によるものである。
7月の参院選で経済運営の失策を問われて自民が惨敗し橋本首相が退陣すると、後継総裁に小渕外相が就任。一方の小沢が党首の自由党は、橋本政権の経済政策に批判を集中させて現有議席を維持した。8月の首班指名で自由党は、共産党と共に民主党の菅直人代表を統一首班候補に推薦。参議院では決選投票にもつれ込んだ結果、社民党や公明などの協力もあって菅を指名したが、自民党が過半数を占めていた衆議院では小渕が指名された。両院協議会を経て小渕首相が誕生する（衆議院の優越）。

## その後の一龍
1998年11月、小沢党首は古巣の自民党との政権協議に合意し、自自連立政権（翌年に自自公）が発足した。2000年4月、小渕首相が病気退陣し、森首相が誕生。小沢は自自公連立政権から離脱する方針を示すも、離脱反対派は離党し保守党を結成、自由党は分裂。同年6月の衆院選は現有議席から微増の結果に終わる。
小渕亡き後、橋本元首相が小渕前首相の後継の派閥会長に就任した。2001年4月、橋本は復権を目指し（派内の人材難という面もあったが）、森首相の後継総裁選に出馬するも小泉純一郎に予想外の惜敗。2003年9月、自民党の総裁選で橋本派が分裂選挙に追い込まれ小泉再選を許す。
一方小沢は、2003年に自由党を民主党と合併させた。小沢は党代表代行に就任。翌2004年、小沢は、年金未納問題で辞任した菅直人民主党代表の後任と騒がれたが、小沢自身にも年金未納が発覚。責任を取るとして代表就任を辞退し、党の役職から去る。
同じ2004年、日歯連闇献金事件に絡み、橋本は派閥会長を辞任し派閥を退会する。翌2005年には、いわゆる郵政解散に伴い橋本が政界を引退する。
2006年4月、小沢が民主党代表選に出馬し菅直人を破って代表に就任。同年7月1日、橋本死去。
小沢は橋本の死後、民主党への政権交代を経て2012年に民主党を離党、国民の生活が第一、生活の党の代表を歴任する。